# Rex Morgan, M.D.
Rex Morgan, M.D. est un comic strip américain créé en 1948 par le psychiatre Nicholas P. Dallis et les dessinateurs réalistes Marvin Bradley (personnages) et John Frank Edgington (décors). Diffusé dans la presse par King Features Syndicate, son auteur est en 2017 Terry Beatty.
Ce soap opera en bande dessinée narre les aventures du séduisant docteur (psychiatre à partir de 1955) Rex Morgan depuis son emménagement dans la petite ville fictionnelle de Glenwood. Durant les 47 premières années du strip, une grande partie de l'intrigue tourne autour de la relation entre le docteur et sa secrétaire, l'infirmière June Gale. Leur mariage est finalement représenté en 1995, suivi quelques années plus tard de la naissance de leur fille, Sarah June, et en 2015 de celle de leur garçon, Michael Dallis.
Ce romance comics s'est distingué depuis sa création par son approche documentée et relativement crue pour une série publiée dans la presse grand public des divers problèmes physiques et psychologiques auxquels les Américains sont confrontés. À partir des années 1970, les histoires se sont parfois fortement éloignées de l'univers médical, mais celui-ci est toujours resté présent. Son auteur actuel, Terry Beatty, y a d'ailleurs recentré la série depuis 2016.

## Auteurs
Le créateur de la série Nicholas P. Dallis en a signé les scénarios jusqu'à son décès en 1991. Son assistant depuis plusieurs années Woody Wilson lui a succédé jusqu'à sa propre retraite en 2016.
De sa création à 1976, les personnages de Rex Morgan, M.D. sont dessinés par Marvin Bradley et les décors par John Frank Edgington. Dans les six années suivantes, Bradley signe seul la série, avant de laisser la place à Frank Springer (1979-1981) puis Fernando Da Silva (en) (1982). Dans les années 1970, de nombreux autres dessinateurs ont travaillé sur la série sans être crédités, comme Fran Matera (en), Alex Kotzky ou André LeBlanc (en).
Cette instabilité prend fin en 1983 avec l'arrivée de Tony DiPreta, auteur actif depuis les débuts de l'âge d'argent des comics qui dessinait depuis 1959 le comic strip de boxe Joe Palooka. Il est remplacé en 2000 par Graham Nolan (en), dessinateur jusque-là surtout connu pour son travail sur Batman dans les années 1990. Nolan laisse place fin 2013 à un autre auteur passé au comic strip après des années de travail pour DC, Terry Beatty, qui assure également les scénarios depuis 2016.